# Decamerone

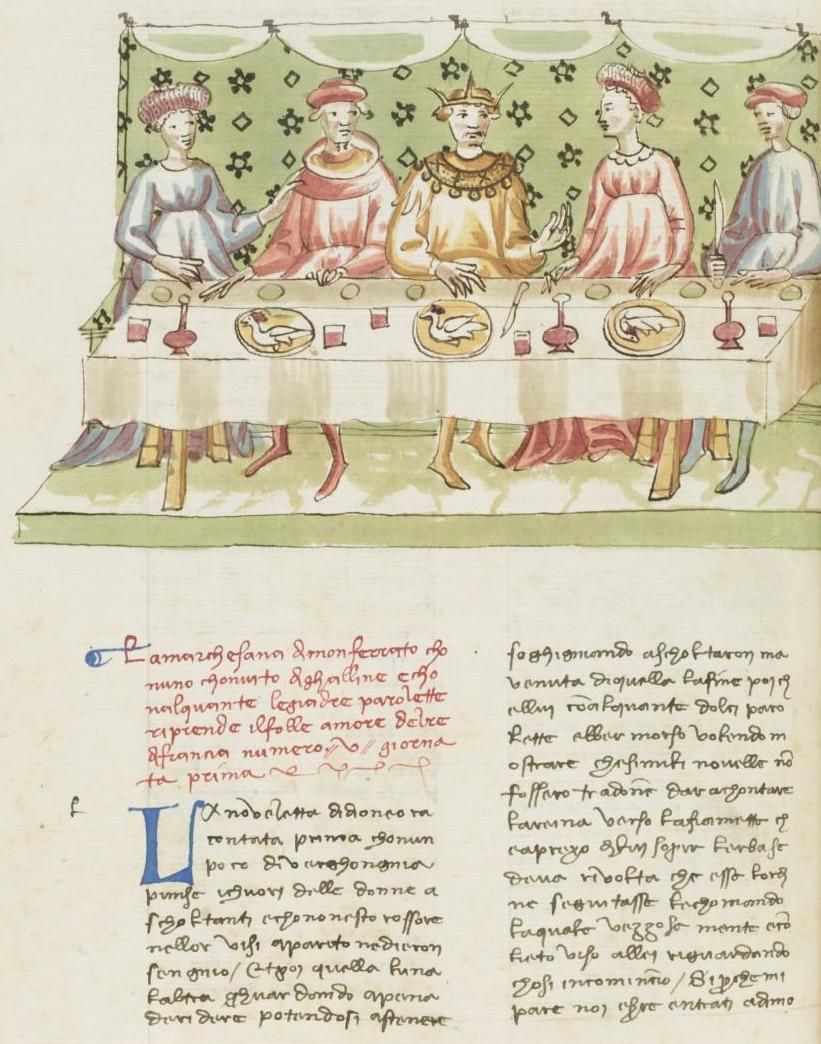
Folio 22v uit een Italiaans handschrift van de Decamerone uit de 15e eeuw, bewaard in de Bibliothèque nationale de France, signatuur MS Italien 63, met een miniatuur ter illustratie van de vijfde vertelling van de eerste dag over de markiezin van Monferrato: "La marchesana di Monferrato, conuno chonvito di ghalline e conalquante legiadre parolette, reprime ilfolle amore delre di Francia". Vertaling: De markiezin van Montferrat bedwong met een maaltijd van kippenvlees en wat geestige woordjes de dwaze liefde van de koning van Frankrijk.

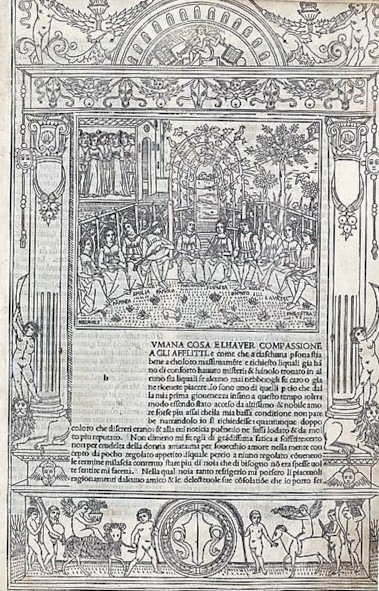
Decameron, 1492. Voorwoord (Proemio):Umana cosa elhaver compassione a gli afflitti. e come che a ciaschuna persona stia bene a choloro massimamente e richiesto liquali gia hanno di conforto havuto misteri: & hanolo trovato in alcuno fra liquali se alcuno mai nebbe:ogli fu caro o gia ne ricevete piacere. Io sono uno di quelli per cio... Vertaling: Het is menselijk om medelijden te hebben met bedroefden. Hoewel dit iedereen past, wordt dit het meest gevraagd van wie zelf vroeger (behoefte) hadden aan troost en die steeds vonden bij anderen. Tot deze kan ik gerekend worden omdat...

De Decamerone (ondertitel: Prencipe Galeotto) is een verzameling van honderd verhalen die de Italiaanse dichter en geleerde Giovanni Boccaccio schreef, waarschijnlijk in de periode 1349–1360. Dit middeleeuws werk wordt als zijn meesterwerk beschouwd en geldt stilistisch als een van de mooiste werken uit de Italiaanse literatuur.
De Decamerone bestaat uit honderd novellen, verteld door drie mannen en zeven vrouwen tijdens een veertien dagen durend verblijf op een buitenplaats, op de vlucht voor de pest die in Florence woedt, die in de inleiding beeldend beschreven wordt. De titel zelf is een samenstelling van de twee Griekse woorden δέκα, deka (tien), en ἡμέρα, hemera (dag), en verwijst naar de tien dagen waarop verhalen verteld worden. De vrijdag werd doorgebracht met gebed. Ook op de zaterdag werden er geen verhalen verteld, omdat de dames die dag besteedden aan hun toilet. 
De naam die Boccaccio aan zijn werk gaf was waarschijnlijk geïnspireerd door Hexameron, een titel die frequent gebruikt werd voor theologische werken die de schepping in zes dagen als onderwerp hadden.
De Decamerone is beroemd om de pittige humor en spot met de geestelijkheid en de gezagdragers en om enkele licht erotische verhalen. Daarnaast is het een opvallend zorgvuldig geconstrueerd boek met alle verhalen passend in een raamvertelling. Het is een werk dat bepalend was voor de Italiaanse prozaliteratuur van de 14e eeuw en op die manier mee aan de basis lag van het moderne Italiaans. De verhalen hebben allegorische aspecten, zoals de namen van de tien vertell(st)ers (de brigata), de rol van de tuin waar de verhalen verteld worden en de erotische verhalen.

## Tekstgeschiedenis
Vroeger dacht men dat Boccaccio de Decamerone geschreven zou hebben voor Johanna I van Napels en aan haar hof, maar dit is achterhaald door modern onderzoek. Men is niet zeker over het precieze tijdstip waarop Boccaccio aan de Decamerone begon te schrijven, maar het was waarschijnlijk niet voor het einde van de pestepidemie in Florence in de lente van 1349. De uitbraak van de pest in Florence in 1348 wordt algemeen aanvaard als een terminus post quem (vroegste datum). De datum waarop het werk klaar was is moeilijker vast te stellen; de schrijver zegt in zijn epiloog zelf dat hij er lang aan werkte en in de proloog bij dag vier reageert hij op de kritiek die op zijn (onafgewerkte) werk werd gegeven. Het heeft dus zeker een poos geduurd voor het werk klaar was. Recente studies hanteren data tussen 1351 en 1360, vroeger ging men uit van 1353 (Giuseppe Billanovich). De laatst mogelijke einddatum wordt tegenwoordig op 1360 gesteld naar een brief gedateerd op 1 juli 1360, van Francesco Buondelmonte aan Giovanni Acciaiuoli waaruit met zekerheid het bestaan van een codex van de Decamerone blijkt. In de periode dat hij de Decamerone schreef, ondernam Boccaccio verschillende reizen als ambassadeur van Florence, onder meer naar Ravenna, Forlì, Padua, Romagna, Tirol, Avignon en Milaan.
Het oudste overblijvende segment kan gedateerd worden op de vroege jaren 1360, het is het "frammento magliabechiano" (Florence, Biblioteca Nazionale Centrale, MS II II 8, fols. 20-37). Het fragment bevat de afsluiting van de dagen I-IX en een novelle, namelijk de IX, 10, het verhaal van Pietro die aan Donno Gianni vraagt om zijn vrouw te veranderen in een merrie. Een proloog heeft het over de auteur die op dat moment nog gezond en wel in leven was. Dit fragment zou een van de boekdeeltjes kunnen zijn die circuleerden onder de rijke Florentijnen geassocieerd met het hof in Napels van het Huis Anjou-Sicilië. Uit dezelfde tijd stamt het zogenoemde "Parigiano" (Parijse) handschrift. Tekstueel sterk verwant aan het Parigiano is het "Manelli"-handschrift uit 1384. (Voor een beschrijving van de handschriften zie bij Publicaties).
Ook het Berlijnse handschrift is een van de oudste versies (ca. 1370), maar wijkt tekstueel nogal af van het Parigiano en het Manelli. Men gaat er tegenwoordig van uit, dat het Berlijnse een verbeterde versie is, waarin Boccaccio zijn taalgebruik bijstelde. Elk van deze versies werd, zoals het gebruikelijk was, verder gekopieerd zodat men vandaag een dertigtal ervan tot de Parigiano-familie rekent en een twintigtal tot de Berlijnse.
De Decamerone werd ook duchtig gekopieerd voor commerciële doeleinden. Zo werden in en omstreeks 1409 minstens vijftien kopieën geschreven door Ghinozzo di Tommaso Allegretti van Siena gedurende zijn ballingschap in Bologna, zoals blijkt uit de colofon (fol. 187r) van een exemplaar bewaard in Cologny in de Bibliotheca Bodmeriana als MS Bodmer 38. Ghinozzo deed dit ongetwijfeld om zich een inkomen te verzekeren.
Na de introductie van de drukpers in Italië in 1464 door Arnold Pannartz en Konrad Sweinheim werd de Decamerone al snel een geliefd werk bij de drukkers. Voor een overzicht van de incunabelen zie bij Publicaties. De eerste gedrukte uitgave, naar haar colofon de "Deo gratias" genoemd, dateert van ca. 1470 en werd uitgegeven in Napels, maar Venetië zou zeer snel het meest belangrijke centrum voor de publicatie van de Decamerone worden. De onderzoekers hebben lange tijd gedacht dat de "Deo gratias" gebaseerd was op het Manelli-manuscript. Later onderzoek wees echter uit dat het gebaseerd was op het Berlijnse, en ook dat verdwenen passages uit het Berlijnse handschrift waarschijnlijk werden herschreven op basis van de "Deo gratias". In de beginperiode publiceerde men de tekst die beschikbaar was zonder veel aandacht te besteden aan de oorsprong ervan. Pas in de zestiende eeuw ondernam men pogingen om terug te gaan naar de originele tekst van Boccaccio, onder invloed van Pietro Bembo en Jacopo Sannazaro, maar ingrepen van de inquisitie zouden de tekst grondig verminken (zie ook bij Receptie).
Vanaf de 18e eeuw begonnen de drukkers in Italië terug het originele werk van Boccaccio te publiceren. De vraag naar deze originele versie was groot, omdat de tekst werd aangezien als het beste voorbeeld van Toscaans proza. In het begin werd op het titelblad nog de naam van drukkers in Amsterdam gebruikt, maar in realiteit waren de boeken gedrukt in Napels. In 1761 werd het werk gedrukt in Lucca en die editie wordt gezien als het beginpunt voor de moderne studie van de tekst. Ze was gebaseerd op het Manelli-manuscript dat minutieus gevolgd werd en de standaard zou worden voor alle uitgaven in de volgende honderd jaar. Het is pas in de late negentiende eeuw dat men het Berlijnse manuscript als tekstbasis zal gaan gebruiken.
Het is pas in de vroege twintigste eeuw dat de geleerden tot de conclusie komen dat er niet zoiets is als de originele tekst, maar dat er verschillende originele teksten zijn die het gevolg zijn van revisies door de auteur. In 1933 stelde Michele Bardi, dat de Berlijnse tekst een autograaf was, maar dit werd pas na de Tweede Wereldoorlog gepubliceerd door zijn assistent Alberto Chiari, een publicatie die echter onopgemerkt voorbijging. Pas in 1962, na een studie van het Berlijnse manuscript door Vittore Branca en Pier Giorgio Ricci, werd het als vaststaand erkend dat het Berlijnse manuscript door Boccaccio zelf geschreven werd in zijn laatste levensjaren.
Volgens Branca zijn er dus twee authentieke teksten, de Parigiano en de Berlijnse. De Parigiano is de tekst van de "jonge" Boccacio, de Berlijnse die van de ca. twintig jaar oudere man. De jongere versie is formeler en leunt sterker aan bij de klassieke en Latijnse prozastructuren. In de mature versie gebruikt Boccaccio een meer persoonlijke stijl, die waarschijnlijk sterker aanleunt bij de toenmalig gesproken volkstaal en die kleurrijker en expressiever is dan de jongere versie. Branca verwachtte trouwens dat er nog andere "authentieke" versies zouden opduiken naarmate de studie van de bewaarde manuscripten vorderde. Het begrip "authentiek" voor een werk dat via handschriften werd overgeleverd moet men daarenboven relativeren. Een werk zoals de Decamerone werd overgeschreven van de moederkopie die door de auteur werd gemaakt. Bij het overschrijven werden zeer regelmatig wijzigingen geïntroduceerd, maar ook de moederkopie werd door de auteur regelmatig bijgewerkt. Op die manier ontstonden (volgens Branca) meer dan zesduizend verschillende versies.

## Achtergrond
De Decamerone werd geschreven tussen 1349 en 1351(?) en speelt zich dus af tijdens de periode van de Zwarte Dood (of de pest), die Florence trof in 1348. Boccaccio's vader, stiefmoeder en veel van zijn vrienden stierven dat jaar aan deze ziekte. Het 14e-eeuws Italië werd ook geteisterd door hongersnoden en oorlogen die de verspreiding van epidemieën zoals de pest nog in de hand werkten. Het resultaat van dit alles was een aanzienlijke vermindering van beschikbare arbeiders en vaklieden, en daarbij kwam dan nog de ineenstorting van de financiële structuur. De koopmansklasse werd fundamenteel voor de samenleving, en onderhield relaties met de adel en de aristocratie.
Dit is de achtergrond waartegen de Decamerone zich afspeelt. Boccaccio beschrijft het leven van de rijken die zich van de pest trachten te isoleren, en die hun gewone leven willen leiden ook al was het bestemd om te worden afgebroken door de onvermijdelijke ziekte. De pest had op sociaal, economisch, religieus en politiek gebied een enorme invloed op het toenmalige Europa. Het is in dit kader van wanhoop, waanzinnig hedonisme en verandering dat de verhalen van de Decamerone worden verteld. De tien jongelui die in de Decamerone Florence ontvluchten, behoren tot de menigte van burgers die hun huizen in de stad verlaten en zich naar het platteland of naar het buitenland begeven. Ze nemen hun toevlucht in een villa op de heuvels en besteden hun tijd aan het vertellen van een verhaal per dag per persoon.

## Thema's

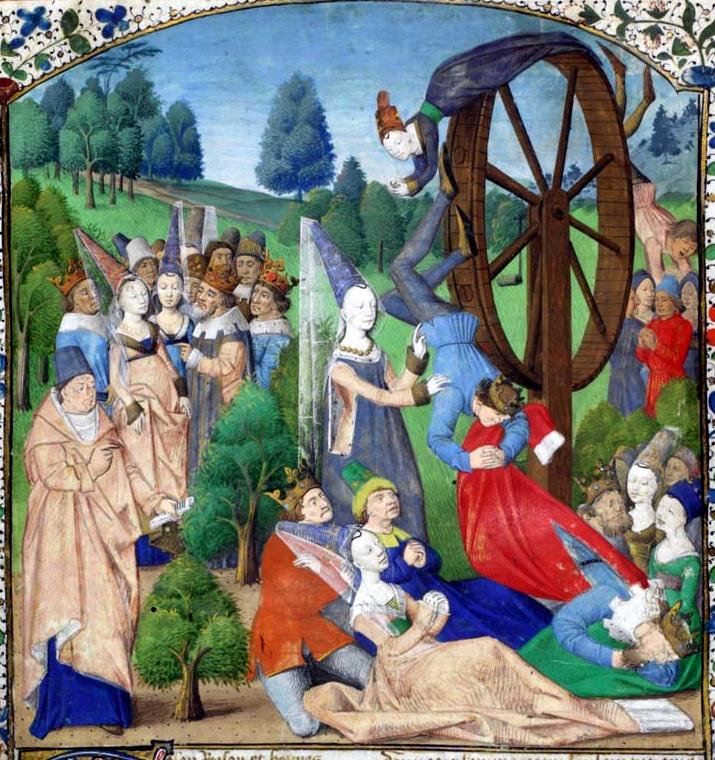
Het wiel van dame Fortuna, miniatuur uit "De casibus virorum illustrium" van Boccaccio, Parijs 1467, Glasgow University Library, MSS Hunter 371-372 (V.1.8-9). Vol. 1: folium 1r

Een thema dat frequent voorkomt in de Decamerone is het thema van de waanzin, maar dan vooral de waanzin veroorzaakt door de verliefdheid. Met deze waanzin wordt de spot gedreven en dikwijls loopt het verhaal dramatisch af voor een van de geliefden.
De liefde is voor Boccaccio de bijzonderste natuurkracht, die de mens niet kan onderdrukken en die zowel vreugde en genot als pijn brengt. De liefde werkt voor elk mens, in alle sociale klassen, en veroorzaakt vaak conflicten en problemen omdat ze botst met culturele gewoontes en sociale structuren. De deugd bestaat voor de auteur niet uit het onderdrukken van natuurlijke instincten, maar uit het vermogen om die instincten te volgen en toch te beheersen. Een standpunt dat zich ver verwijdert van dat van de Kerk.
Volgens Boccaccio wordt het leven gestuurd door twee krachten: de natuur en het lot of fortuin, dikwijls voorgesteld als de geblinddoekte dame Fortuna. In de inleiding van de tweede novelle van de zesde dag zet Boccaccio dit uitgebreid uiteen en noemt hij natuur en fortuin de twee regeerders van de wereld. De mens krijgt van de natuur zijn gaven, instincten, intelligentie, afkomst en sociale rang, en dame Fortuna creëert de omstandigheden, gunstige of ongunstige, van de externe wereld waarin hij leeft, en het is de combinatie van beide krachten die het leven van de mens bepaalt. Een aantal voorbeelden daarvan zijn terug te vinden in dag vier. Het thema van de vierde dag is de liefde die dramatisch eindigt. Op die dag zijn dan ook typische voorbeelden te vinden van Fortuna die triomfeert over de natuur (liefde) en een aantal verhalen (3, 4 en 5) waar de liefde duidelijk als waanzin wordt voorgesteld.
Ook alle menselijke eigenschappen komen aan bod in het werk: de spotlust (Chichibio, VI, 4), de wrede gewetenloosheid van een Ciapeletto (I,1), de naïviteit van Andreuccio van Perugia (II, 5) en van Calandrino (VIII, 3), de scherpzinnigheid en het bedrog (Broeder Cipolla, VI,10), grappigheid en vrolijkheid zoals in het verhaal van de abdis (IX, 2) en de intelligentie in de verhalen van de bakker Cyste (VI, 2) en van de jood Melchizedek (I, 3).
Het werk heeft een dubbele achtergrond: enerzijds reflecteert het de denkwereld en de moraal van de mercantiele burgerij, de toonaangevende klasse in het Florence van die tijd, maar anderzijds treden ook de ideeën van de aristocratie en de ridderidealen nog duidelijk op de voorgrond. Zo komen in een aantal verhalen thema’s zoals hoofsheid, vrijgevigheid, loyaliteit en deugd aan bod. Een aantal voorbeelden hiervan zijn terug te vinden in de verhalen van de tiende dag waarmee het boek eindigt. De Decamerone schetst op die wijze een beeld van de tijd van Boccaccio waarin de tegenstelling tussen de hoofse wereld van de kwijnende aristocratie met haar ridderidealen en de wereld van de opkomende vitale burgerij treffend geïllustreerd wordt.
Doorheen het werk is de hypocrisie en de corruptie van de geestelijkheid ook een veelvuldig terugkerend thema, Boccaccio doet blijkbaar geen moeite om zijn antiklerikalisme te verbergen.

## Structuur

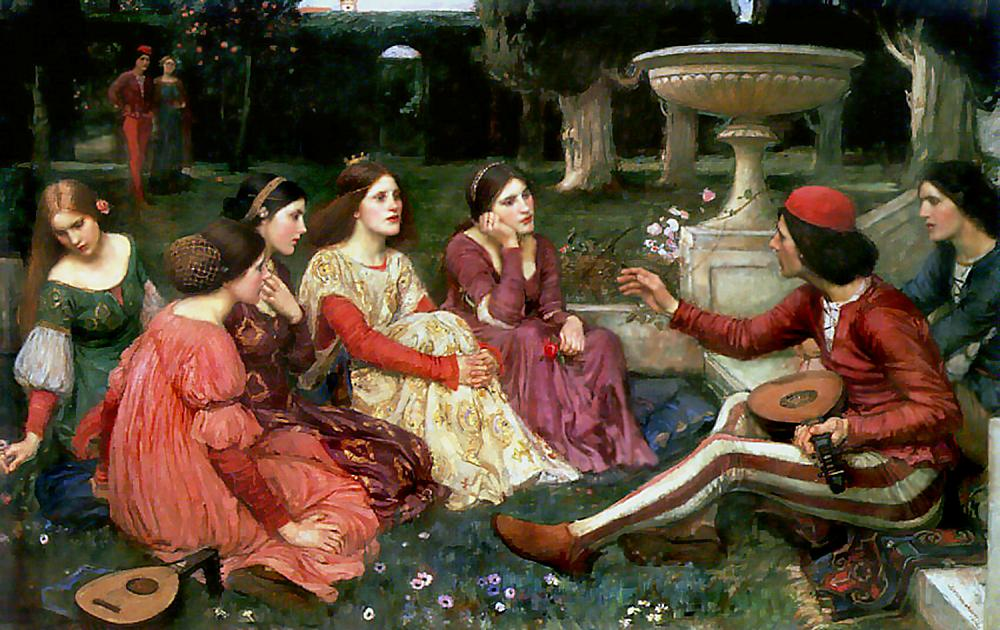
Een vertelsessie, A Tale from the Decameron, olieverfschilderij van John William Waterhouse, 1916

Het werk vertelt het verhaal van tien jongelui van de hogere sociale klasse die Florence ontvluchten tijdens de pestepidemie van 1348 en zich terugtrekken op een villa in de heuvels buiten Fiesole. Het gezelschap brengt de dag door volgens strikte regels en ze verdelen hun tijd over musiceren, dansen en spelletjes. De namiddag, na de siësta, wordt besteed aan het vertellen van verhalen, één verhaal door elk. Ook dit verloopt volgens een vastgelegd ritueel: elke dag wordt er na de vertelsessie een koningin of koning aangesteld door de vorige koningin of koning, die het thema van de volgende dag zal vastleggen. Iedereen moet dan een verhaal vertellen rond dit thema behalve Dioneo, de jongste van het gezelschap die, telkens als laatste, een verhaal naar eigen keuze mag vertellen. De eerste dag met Pampinea als koningin wordt er nog geen thema opgelegd en is de keuze voor iedereen vrij. Op de achtste dag besluit de nieuwe koningin Emilia dat ook de volgende dag iedereen de vrije keuze zal hebben.
Het werk bestaat naast de proloog en de epiloog uit tien dagen die telkens beginnen met een korte beschrijving van wat de jongelui doen voor de vertelsessie, vervolgens komen de tien verhalen van de dag en de dag wordt afgesloten met de aanstelling van de nieuwe bewindvoerder voor de volgende dag en het vastleggen van het volgende thema. De dag wordt beëindigd met een lied waarvan de tekst is opgenomen.
De eerste dag wijkt af van dit schema omdat het verhaal eerst wordt gesitueerd.

## Personages

La brigata: de tien vertellers, van links naar rechts: 1. Neifile, 2. Pampinea, 3. Emilia, 4. Pamfilo, 5. Filomena, 6. Fiameta, 7. Dioneo, 8. Elisa, 9. Laureta, 10. Filostrate. Illustratie bij het Voorwoord (Proemio) uit de editie van de Decameron van Giovanni & Gregorio de Gregorii fratelli, 1492.

De groep van tien Florentijnse jongeren, bekend als de Brigata, bestaat uit zeven vrouwen en drie mannen, die elk een allegorische rol vervullen: Pampinea, Filomena, Neifile, Filostrato, Fiammetta, Elissa, Dioneo, Lauretta, Emilia en Panfilo. De vrouwen zouden volgens sommigen voor de vier kardinale deugden staan: (Prudentia: voorzichtigheid, verstandigheid en wijsheid; Iustitia of rechtvaardigheid; Temperantia: gematigdheid, zelfbeheersing; Fortitudo: moed, sterkte) of een van de drie goddelijke deugden (Geloof, Hoop en Liefde). De mannen vertegenwoordigen mogelijk Plato's driedeling van de ziel: Kennen, Streven en Begeren. De auteur schrijft in de inleiding dat hij de ware namen van de leden van de Brigata achterhoudt, omdat hij niet wil dat ze zich in de toekomst zouden schamen over de verhalen die zullen verteld worden in het boek. De identificatie van de vertelsters met de deugden gaat terug op de Comedia delle nimfe fiorentine van Boccaccio waar de zeven nimfen die eveneens verhalen vertellen, expliciet worden geïdentificeerd als de zeven deugden.
De vertellers, in de volgorde waarin Boccaccio ze voorstelt, zijn:
- Pampinea, met haar 27 jaar het oudste lid van de brigata en degene die het initiatief nam voor de vlucht, werd in het Italiaans la rigogliosa of de weelderige genoemd; zij zou de wijsheid moeten voorstellen.
- Fiammetta zou volgens verschillende onderzoekers staan voor Maria d’Aquino, een onechte dochter van Robert van Napels, de vrouw op wie Boccaccio verliefd was. Zij komt ook in andere werken van Boccaccio terug, namelijk in zijn Filocolo en L’eligia di Madonna Fiammetta. Anderen twijfelen dan weer aan het verhaal dat ontstond in de negentiende eeuw, over Fiammetta als de minnares van Giovanni; er is geen enkel document gevonden met een verwijzing naar een Maria de Conti d’Aquino, een buitenechtelijk kind van Robert van Napels, gehuwd met een graaf van Aquino.[27][28] Zeker is wel dat Fiammetta gedurende jaren in het werk van Giovanni opdook en duidelijk zijn muze was. Zij zou matigheid moeten verzinnebeelden.
- Filomena, in het Italiaans amante del canto (zij die van zang houdt) of colei che è amata (zij die geliefd is) zou voor moed staan.
- Emilia zou de hoop verzinnebeelden.
- Lauretta naar Laura, de geïdealiseerde geliefde van Petrarca die voor gerechtigheid zou staan. Zij is van oordeel dat vrouwen hun mannen moeten gehoorzamen.
- Neifile, de nuova amante (zij die net verliefd is) symboliseert in het verhaal het respect voor de autoriteit. Neifile is mooi, jong en charmant en staat model voor de liefde.
- Elissa is in het Italiaans een andere naam voor Dido, de koningin uit de Aeneis van Vergilius. Van haar wordt gezegd dat zij hoop en rechtvaardigheid personaliseert.
- Panfilo de Tutto Amore (op alles verliefd) probeert herhaaldelijk dieper in te gaan op de inhoud van de verhalen en lijkt daarmee de mening van Boccaccio zelf te ondersteunen, die in zijn proloog stelde dat hij "nuttige adviezen" wou geven. Panfilo zou dan de rol van de rede vertolken.
- Filostrato (Grieks: vriend van de oorlog) wordt beschreven als vinto d'amore (overwonnen door de liefde) en zou dan voor woede moeten staan.
- Dioneo, afgeleid van Diona, de moeder van Venus, zou voor de wellust staan.

Behalve de fictieve vertellers worden ook heel wat personages in het boek vermeld die echt bestaan hebben, zoals Giotto di Bondone, Guido Cavalcanti, Saladin en Koning Willem II van Sicilië. Onderzoekers zijn er zelfs in geslaagd om het bestaan van minder bekende personages, zoals de bedriegers Bruno en Buffalmacco en hun slachtoffer Calandrino, aan te tonen. Nog andere fictieve personages zijn gebaseerd op echte mensen, zoals de Madonna van Fiordaliso in verhaal II, 5, die is afgeleid van een Madonna Flora die leefde in de rosse buurt van Napels.

## Inhoud

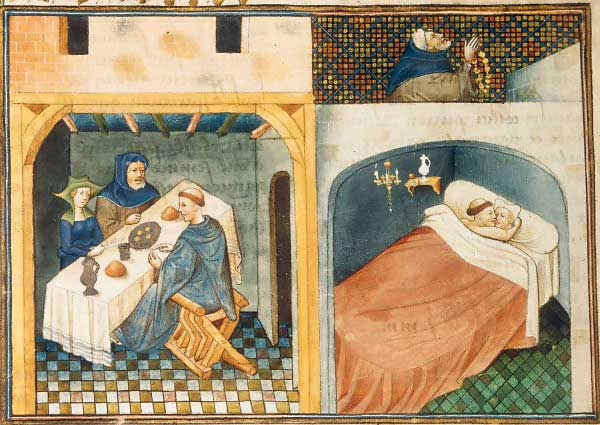
De echtgenoot die aan het bidden wordt gezet (Broeder Puccio, III, 4), Decameron 15e eeuw, BnF, Ms. Arsenal 5070, fol.108v.

### Proloog
De Decamerone begint met een proloog, waarin de auteur uitlegt dat hij het verhaal geschreven heeft uit dankbaarheid aan diegenen die hem hebben geholpen tijdens het liefdesverdriet dat hij moest doorstaan omwille van een “verheven en edele liefde” en met de bedoeling van anderen op dezelfde manier te helpen. Hij denkt hierbij in de eerste plaats aan vrouwen. Vrouwen, zo zegt hij, zijn onderworpen aan de wil van hun familie en zijn ook tot inactiviteit gedwongen door hun omgeving. Mannen, daarentegen, kunnen wanneer zij verteerd zijn door passie, hun toevlucht nemen tot jagen, gokken, zakendoen, enz. Vrouwen zijn "opgesloten binnen de nauwe grenzen van hun kamers... willen een ding en tegelijkertijd ook het tegenovergestelde". De auteur presenteert zijn verhalen, verteld door een "waardige" groep van zeven vrouwen en drie mannen, met de bedoeling deze door liefde afgeleide vrouwen bezig te houden en hun instructie te geven. In de verhalen kunnen immers "nuttige adviezen" gevonden worden die de dames zullen helpen "te herkennen wat moet worden vermeden en ook wat moet worden nagestreefd" om de pijn van de liefde te verlichten.

### Eerste dag
Boccaccio begint zijn raamverhaal met een beschrijving van de pestepidemie die Florence trof in 1348. In aansluiting daarop vertelt hij hoe de zeven dames elkaar op een morgen toevallig ontmoeten in de Basilica di Santa Maria Novella en hoe Pampinea een pleidooi houdt om met zijn allen uit Florence weg te trekken. De zeven jongedames willen hier dadelijk op ingaan, maar Filomena, de voorzichtigste van hen allen zegt Boccaccio, pleit ervoor om een aantal mannen mee te nemen omdat vrouwen alleen zoiets niet tot een goed einde kunnen brengen. Even toevallig komen net op dat moment drie jongelui de kerk binnen op zoek naar hun dames die zich onder de zeven jongedames bevinden. De drie gaan snel akkoord om de dames te vergezellen en de morgen daarop, op een woensdag, verlaat het gezelschap Florence.
Aangekomen bij een villa op twee mijl van Florence doet Pampinea haar voorstel om dagelijks een koningin of koning aan te duiden, waarop zijzelf als eerste koningin wordt uitgekozen. Daarna worden de taken van het personeel geregeld en trekken de jongelui de tuinen in tot het tijd is voor het diner. Na de maaltijd wordt er gemusiceerd, gezongen en gedanst, en vervolgens trekt het gezelschap zich terug voor de siësta.
Na de siësta stelt Pampinea aan het gezelschap voor om beurtelings een verhaal te vertellen, en omdat niemand de gelegenheid heeft gehad een verhaal voor te bereiden wordt er voor de eerste dag geen thema opgelegd. Het gezelschap installeert zich in de schaduw in de tuin en de eerste vertelsessie kan beginnen. Hoewel er geen thema is opgegeven, handelen zes van de verhalen over een persoon die een andere censureert, en de andere vier zijn satires op de Katholieke Kerk.
Na haar laatste verhaal stelt Pampinea Filomena aan als koningin voor de volgende dag en draagt het bewind over. Filomena legt het thema voor de volgende dag vast.

### De andere dagen

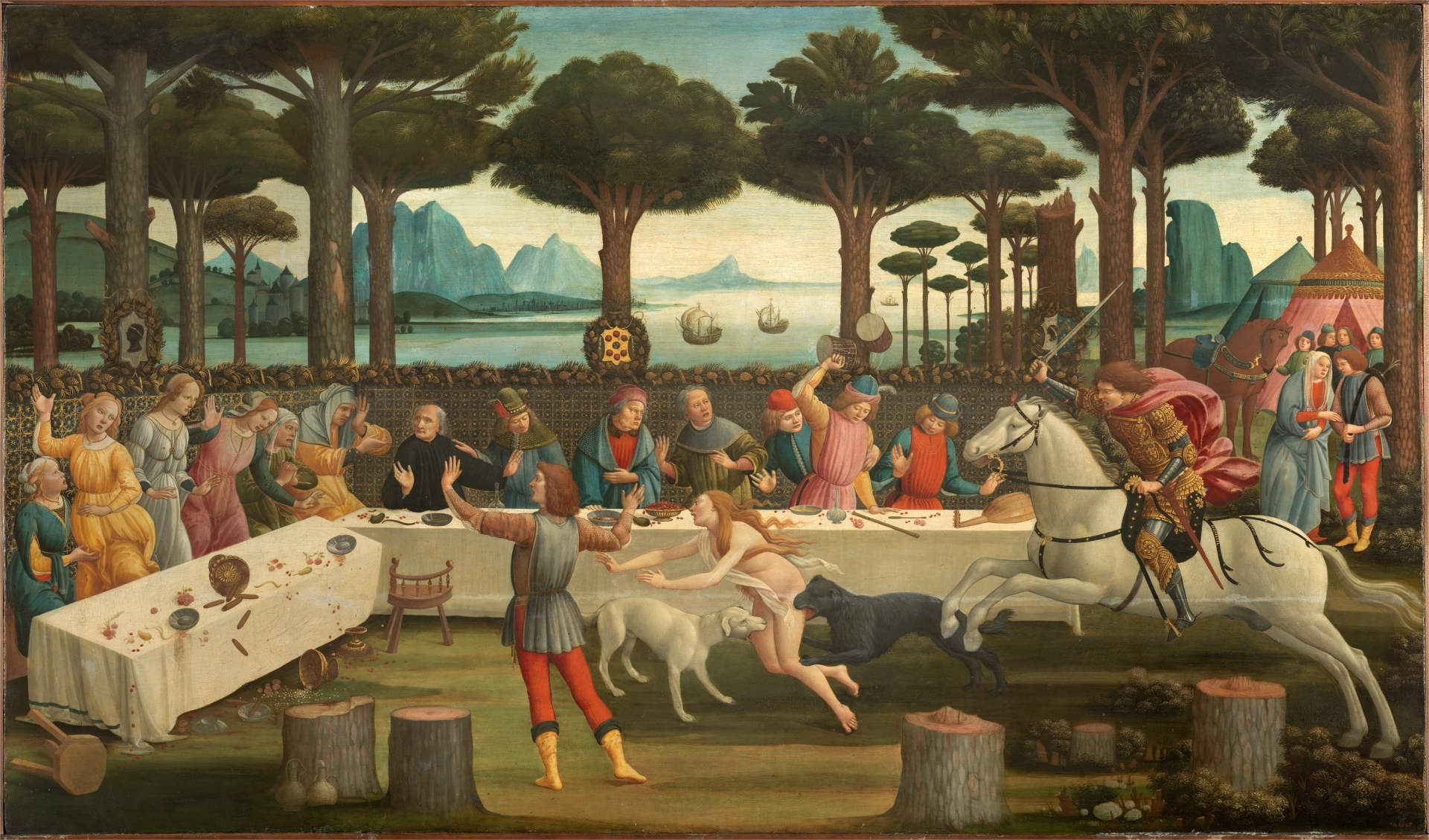
Het banket in het dennenbos (1482-1483) het derde werk van Sandro Botticelli in de reeks Nastagio degli Onesti, die de achtste vertelling van de vijfde dag illustreert. Een edelman die versmaad werd door zijn geliefde overtuigt haar met bovennatuurlijke hulp en trouwt haar ten slotte toch.

De andere dagen worden op identieke manier doorgebracht met een wandeling in de morgen, gevolgd door het middagmaal. Daarna wordt er gemusiceerd, gezongen en gedanst, en na een verkwikkende siësta installeert de groep zich voor de vertelsessie. Na de verhalen wordt de koningin voor de volgende dag aangeduid, die dan het thema vastlegt.
De lijst hierbij geeft een overzicht van de bewindvoerders en het verhaalthema van elke dag.
- Tweede dag: Filomena, tegenslagen die onverwacht een gelukkige afloop hebben.
- Derde dag: Neifile, verhalen waarin een persoon iets ofwel pijnlijk verwierf, of iets verloor en dan kon terugwinnen.
- Vierde dag: Filostrato, geliefden van wie de relatie rampzalig afloopt.
- Vijfde dag: Fiammetta, geliefden die door allerlei tegenspoed en rampen heen moeten om de liefde en het geluk te vinden.
- Zesde dag: Elissa, verhalen waarin een personage voorkomt dat aanvallen en verlegenheid uit de weg gaat door een gevat antwoord te geven. Van veel verhalen van de zesde dag zijn geen vroegere versies bekend. Boccaccio zal waarschijnlijk de meeste ervan zelf hebben bedacht.
- Zevende dag: Dioneo, verhalen waarin vrouwen hun echtgenoten bedriegen. Verhalen van dit 'vrouwonvriendelijke' type zijn vrij typerend voor de middeleeuwen. In veel van Boccaccio's verhalen worden vrouwen echter afgeschilderd als intelligenter en slimmer dan hun echtgenoten. Boccaccio beschrijft veel van de vrouwen van deze verhalen op een positieve manier terwijl de meeste mannen worden uitgebeeld als stereotiepe hoorndragers.
- Achtste dag: Lauretta, op deze dag moeten de leden van de groep verhalen vertellen over trucjes die vrouwen met mannen uithalen of, andersom hoe mannen de vrouwen om de tuin leiden.
- Negende dag: Emilia geeft geen verplicht thema op.
- Tiende dag: Panfilo, daden van vrijgevigheid. De verhalen escaleren die dag omdat ieder de vorige verteller wil overtreffen met nog een sterker verhaal over vrijgevigheid, tot het einde van de dag en de Decamerone aanbreekt. Dan wordt als een soort hoogtepunt van het opgegeven thema het verhaal over de lijdzame Griselda verteld.

### Proloog bij dag vier

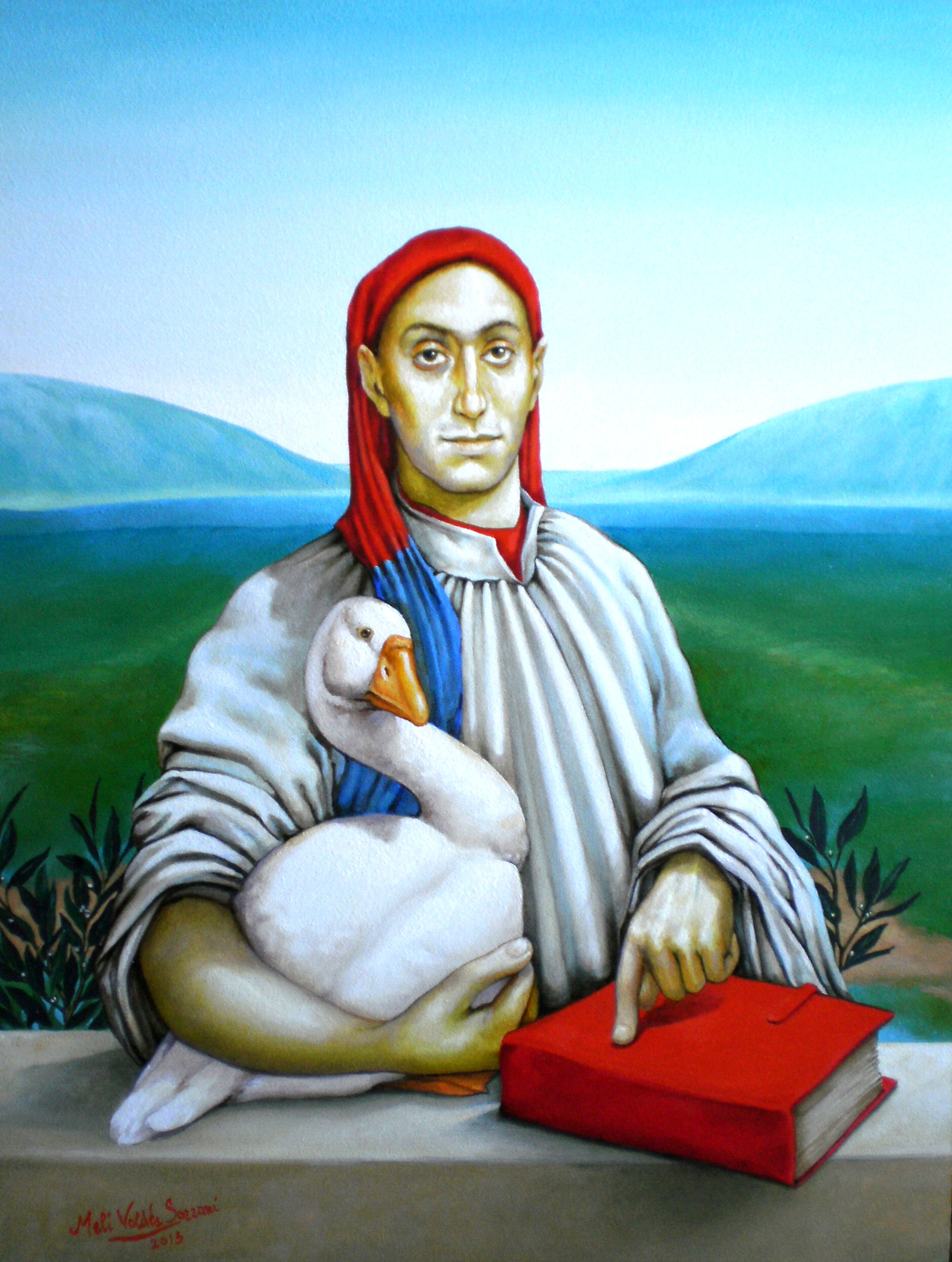
IV Dag, "Apologo delle Papere", is het vijfde schilderij van de serie over de Decamerone van Meli Valdés Sozzani, een moderne Argentijnse schilder.

Bij het begin van dag vier geeft Boccaccio de kritiek weer die blijkbaar al op zijn werk gespuid was. Hij schrijft hier voornamelijk dat “enkele lieden die zijn verhalen gelezen hebben” van oordeel zijn dat hij probeert de vrouwen te charmeren en daarbij de echte kunst achterwege laat en dat hij er beter zou aan doen om “bij de Muzen op de Parnassus” te blijven. Hij stelt dan ook dat hij de critici dadelijk van antwoord wil dienen omdat zij zich aanmatigen kritiek te spuien op een werk waarvan nog maar drie van de tien delen afgewerkt zijn en op die manier het werk in diskrediet zouden kunnen brengen voor het voltooid is.
Om zijn critici het zwijgen op te leggen vertelt hij zelf ook het verhaal van Filippo Balducci, dus eigenlijk de 101ste vertelling in zijn werk. Het verhaal gaat over een vader die zijn zoon ver weg van de wereld opvoedt maar hem op zijn achttien jaar voor het eerst meeneemt naar Florence. Na alle paleizen en kerken ziet die daar voor het eerst een groep meisjes en wil onmiddellijk zo een schepsel meenemen naar zijn kluis. Boccaccio gaat dan verder met te verdedigen dat hij zijn boek schrijft voor de vrouwen en zoveel aandacht aan hen besteedt en hij zegt dat “diegenen die de vrouwen niet beminnen en niet de aandrang voelen om door hen bemind te worden hem rustig mogen hekelen”. Hij gaat verder met te verklaren dat hij zich niet zal schamen genoegen te vinden in die dingen waarin ook Guido Cavalcanti, Dante Alighieri en messire Cino van Pistoia behagen konden scheppen. En wat de Muzen betreft zegt hij dat het eveneens vrouwen zijn en dat hij om de vrouwen te behagen trouwens bij de Muzen te rade gaat.
Boccaccio herhaalt in deze proloog bij dag vier eigenlijk het standpunt dat hij innam in de proloog van het werk. Het feit dat hij deze proloog toevoegde aan dag vier toont alleszins aan dat het werk al voor het klaar was heftige reacties uitlokte.

### Griselda

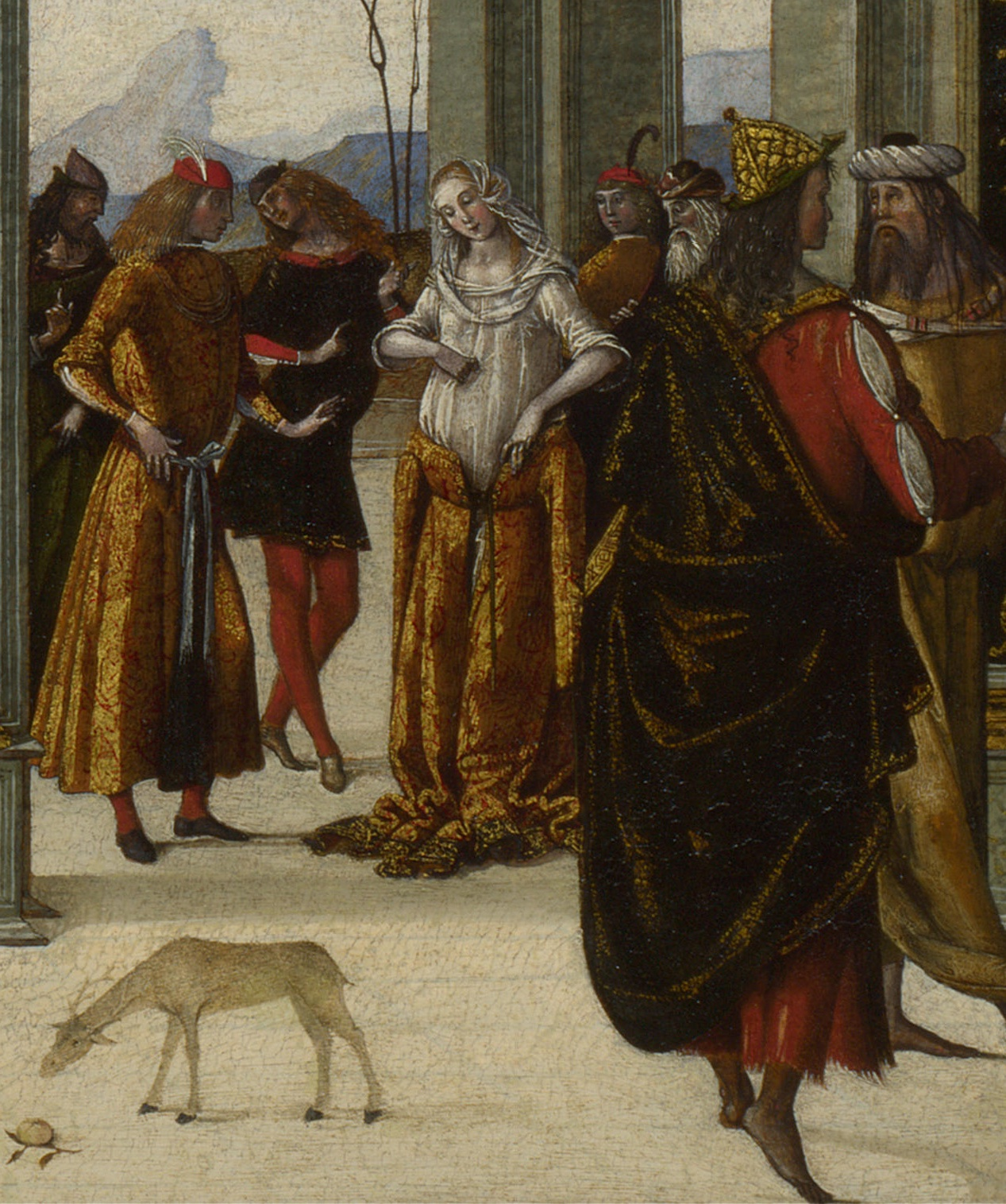
Griselda wordt verstoten, Spalliera Panels ca. 1494

Het tiende verhaal van de tiende dag, het laatste van het werk dus, gaat over "Griselda" of "De markies van Saluzzo". Dit verhaal neemt als afsluiter een bijzondere plaats in, maar tevens als bijzondere beschrijving van de hoge moraliteit van een vrouw. Francesco Petrarca, vriend en voorbeeld van Boccaccio herkende de intrinsieke kwaliteit van deze vertelling en schreef een eigen versie in het Latijn: De insigni oboedientia et fide uxoria. Hiermee wou hij het verhaal veredelen om het, door een perfecte stijl, acceptabel te maken voor het internationale humanistische publiek. Petrarca maakt er een soort parabel van die de relatie tussen God en de gehoorzame mens illustreert zoals het Bijbelse verhaal van Job dat deed. Dankzij de herwerking van Petrarca en de meer getrouwe vertaling door Leonardo Bruno Aretino wordt dit verhaal in de literaire en universitaire kringen onmiddellijk bekend en geaccepteerd en zal tientallen keren worden naverteld.
Tussen 1385 en 1389 wordt deze novelle door Philippe de Mézières geïntegreerd in zijn Livre de la vertu du sacrement de mariage et réconfort des dames mariées; in het Engels vinden we het verhaal terug in de Patient Grissel van Thomas Dekker (ca. 1603) en in The Canterbury Tales (eind 14e eeuw) van Geoffrey Chaucer; in het Duits zijn er de Grisardis van Erhart Grosz (1432) en van Albrecht von Eyb (1472), de Historia Griseldis van Heinrich Steinhöwel (1471) en de Marggraf Walther door Johan Fiedler gedrukt in Dresden in 1653. Ook Charles Perrault neemt het verhaal op in zijn Contes en vers in 1695 De novelle werd ook bewerkt voor toneel zoals in Ain schöne Comedi von der demütigkait vnd gehorsame der Weyber gegen jren Ehmännern, zu nutz vnd dienst der Jugent gemacht vnd gstelt van Hans Sachs. Het verhaal lag ook aan de basis van het libretto van Apostolo Zeno uit 1701 dat in een opera wordt verwerkt door Antonio Maria Bononcini die in 1718 werd opgevoerd aan het keizerlijk hof in Wenen en in 1753 werd herwerkt door Carlo Goldoni en op muziek gezet door Antonio Vivaldi.

### Epiloog
Na het orgelpunt waarmee hij zijn werk besluit, het verhaal van Griselda, voegt Boccaccio nog een epiloog toe. Hierin verdedigt hij de vrijmoedigheid van zijn verhalen. Hij stelt dat men over alles kan spreken zolang men dat doet in een fatsoenlijke taal en haalt uit naar de huichelarij rond het thema dat hij vrijmoedig beschrijft. Hij verwijst ook naar de schilders die vrijelijk het menselijk naakt schilderen en naar de Bijbel waar de seksualiteit ook dikwijls bijzonder vrijmoedig benaderd wordt. Hij is van mening dat zijn verhalen kunnen schaden of nuttig zijn, afhankelijk van hoe men er naar luistert, zoals de wijn, het vuur en wapens goed en slecht kunnen zijn. Volgens hem zal een verdorven geest altijd een tekst slecht interpreteren en verwijst daarbij naar de verkeerde interpretaties van het "meest eerbiedwaardige geschrift", de Bijbel.
Met zijn laatste woorden richt de auteur zich tot de dames die, naar hij hoopt, zijn werk waardevol zullen vinden:
"Laat dus iedere dame vrij zijn om te zeggen en geloven wat ze ervan vindt, maar voor mij is het nu tijd om dit tot een einde te brengen, met mijn nederige dank aan Hem, door wiens hulp en begeleiding ik, na zo lang labeur, het beoogde doel bereikt heb. En laat u, mijn lieve dames, zich overleveren aan zijn Genade en Rust, en denk aan mij indien u ooit op enigerlei wijze baat zou hebben van het lezen van deze verhalen."

## Literaire bronnen
Boccaccio ontleende de plots voor de meeste van zijn verhalen aan oudere Italiaanse, Franse, Latijnse en andere bronnen. Een deel van het verhaal van Andreuccio van Perugia (Dag II, verhaal 5) ontstond bijvoorbeeld reeds in de tweede eeuw in Efeze. De structuur van het raamverhaal is afkomstig uit de in het Sanskriet geschreven Pañcatantra, daterend van voor 500. Boccaccio kan er via de Latijnse vertaling mee in contact gekomen zijn. Ook de beschrijving van de Zwarte Dood, waarvan Boccaccio zelf getuige was, zou volgens sommigen niet origineel zijn, maar gebaseerd op de Historia gentis Langobardorum van Paulus Diaconus, een monnik die leefde in de achtste eeuw. Anderen zijn van oordeel dat Boccaccio de beschrijvingen van de pest van Thucydides tot Paulus Diaconus wel degelijk kende en eruit putte en ze bewerkte maar ze wel degelijk aanpaste aan het Florence van 1348 en aan het beeld dat hijzelf wou schetsen.
Van een aantal verhalen waar geen vroegere sporen van werden gevonden wordt verondersteld dat ze mogelijk niet door Boccaccio bedacht zijn, maar afkomstig zijn uit lokale orale tradities. Boccaccio zelf zegt dat hij een aantal van de verhalen had horen vertellen. In Dag VII, verhaal 1, bijvoorbeeld, zegt hij dat hij als kind het verhaal van een oude vrouw hoorde.
Zelfs indien Boccaccio de verhaallijnen ontleende uit soms eeuwenoude bronnen, zorgt hij er toch voor dat ze zich afspelen in 'zijn' 14e eeuw. Ze zijn dan ook aangepast voor zijn cultuur en zijn tijdgenoten. Wat Boccaccio ook doet, is het combineren van meerdere van die oude verhalen, zoals in Dag II, verhaal 2 en Dag VII, verhaal 7.
Een andere techniek die Boccaccio frequent toegepast is om reeds bestaande verhalen complexer te maken. Een duidelijk voorbeeld hiervan is te vinden in het thema van Dag IX, verhaal 6, dat ook Geoffrey Chaucer gebruikt in zijn The Reeve's Tale, maar deze Middelengelse auteur volgt de originele Franse bron (een fabliau van Jean de Boves) meer, terwijl Boccaccio nog enkele elementen van eigen vinding introduceert.

## Publicaties

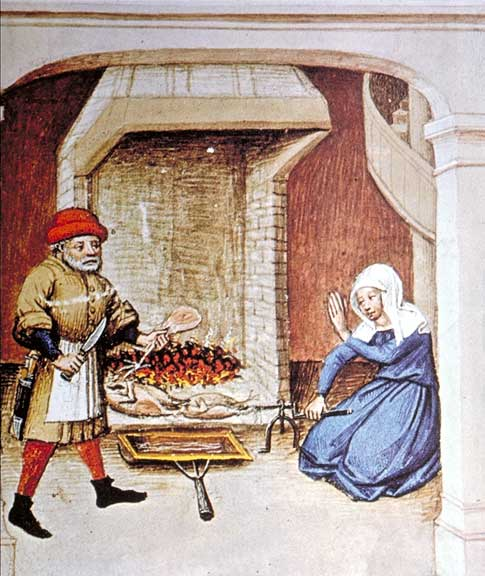
Miniatuur uit het handschrift Arsenal Ms. 5070, in de BnF van ca.1414

De drie hierna genoemde werken zijn de belangrijkste versies in het Italiaans die tot nu toe ontdekt zijn en die aan de basis liggen van de latere handschriften en gedrukte werken.
- BnF, Italien 482 (Parigiano), tweede helft 14e eeuw (ca. 1360), mogelijk een directe kopie van een vroeg origineel van Boccaccio, geschreven door Giovanni di Agnolo Capponi[38] en waarschijnlijk door Boccaccio zelf geïllustreerd.[39] Giovanni di Agnolo Capponi was een buur van Boccaccio in Florence die met hem samenwerkte. Dit manuscript van de jonge Boccaccio lag aan de basis van een dertigtal andere manuscripten en van de Latijnse vertaling waarop de Franse vertalingen zouden gebaseerd worden.
- Staatsbibliothek zu Berlin, Ms Hamilton 90, 1370, een werkexemplaar van de hand van Boccaccio zelf. Het handschrift bevat veel fouten en verbeteringen die terug te voeren zijn op latere herstellingen van gedeeltes van de tekst die nagenoeg verdwenen waren door het vervagen van de inkt. In dit volume zijn een aantal illustraties terug te vinden die met zekerheid aan Boccaccio worden toegewezen. Het gaat om schetsen van personages uit het werk die zijn toegevoegd rond de custoden[40] aan het eind van sommige katernen.
- Biblioteca Medicea Laurenziana, Pluteo 42,1, Geschreven door Francesco d’Amaretto Manelli[41] in 1384, bevat naast de Decamerone ook de Corbaccio. In de literatuur wordt dit ook het "Manelli-manuscript" of "l'ottimo" genoemd, omwille van de hoge inschatting van de tekst die het meekreeg van de Academia Fiorentina en Vincenzio Borghini in de 16e eeuw (zie bij Receptie). Men heeft lang gedacht dat het Manelli manuscript een kopie was van het Berlijnse, maar in zijn onderzoek kwam Branca tot het besluit dat het een aparte zijdelingse versie is.[18]

Daarnaast zijn er nog een aantal andere manuscripten bewaard gebleven, in totaal een honderdtal. Verscheidene van die manuscripten zijn in het Frans. De eerste Franse vertaler Laurent de Premierfait kende geen Italiaans. Het werk werd dan ook eerst van het Italiaans naar het Latijn vertaald door de franciscaan Antonio d’Arezzo. Dit nam drie jaar in beslag en de Latijnse vertaling was klaar op 15 juni 1414. De Franse vertaling was op dit werk gebaseerd. Van de originele Latijnse vertaling van Antonio d'Arezzo is geen exemplaar bewaard gebleven. Hieronder volgt een beperkte lijst van handschriften, de handschriften van de BnF kan men raadplegen via de website Mandragore.
- Codex Palatinus 1989, ca. 1414, Vaticaanse bibliotheek, afkomstig uit de Librije van Bourgondië ten tijde van Jan zonder Vrees. Dit exemplaar vermeldt bij het einde van de tekst de naam van de vertaler.[44]
- BnF, Arsenal Ms. 5070, ca. 1414, Franse vertaling van Laurent de Premierfait, gekopieerd door Guillebert de Mets en verlucht door de Meester van Guillebert de Mets en de Manselmeester, afkomstig uit de Librije van Bourgondië
- BnF, Italien 63, 1427, Florence, geschreven door Lodovico di Salvestro Ceffini verluchter onbekend.
- BnF, Français 239, 15e eeuw, 2e kwart, Laurent de Premierfait, verluchter onbekend
- BnF, Français 129, 15e eeuw, 3e kwart, Laurent de Premierfait, maître de l'échevinage
- BnF, Français 240, 15e eeuw, 3e kwart, Laurent de Premierfait, verluchter onbekend
- BnF, Italien 487, 15e eeuw, 3e kwart, Zuid Italië, versierde initialen[45]
- Bodleian, MS. Holkham misc. 49, Italian, Italy, Ferrara; c. 1467 verluchter: Taddeo Crivelli. Dit luxueuze manuscript werd gemaakt voor Teofilo Calcagnini als een geschenk van Borso d' Este, hertog van Ferrara.[46]

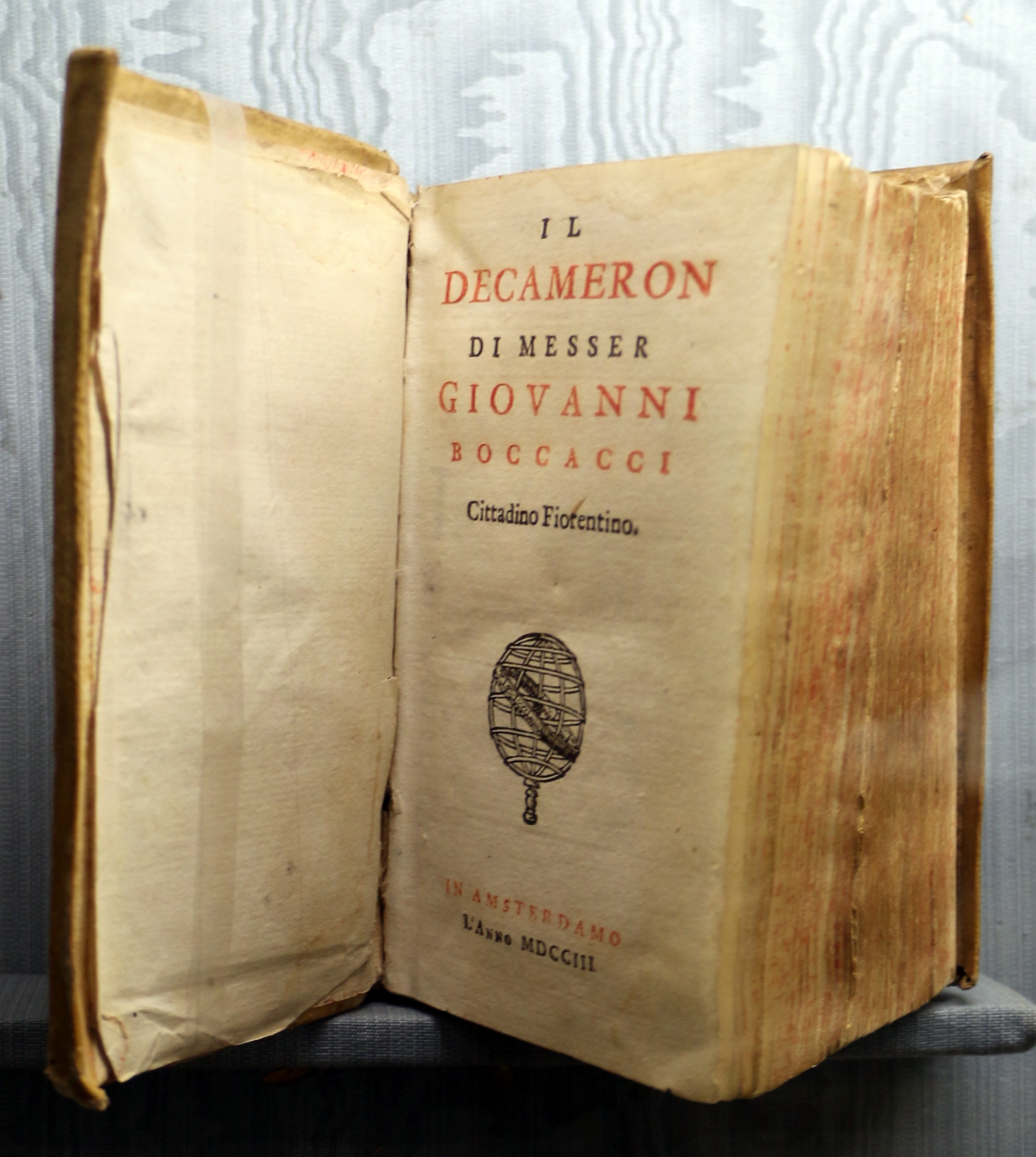
Amsterdamse uitgave, 1703.

Het werk werd natuurlijk ook in druk uitgegeven. Hierbij vindt men de lijst van de gekende incunabelen.
- Napels?: Drukker van Terentius (Pr 6748), rond 1470?
- Venetië: Christophorus Valdarfer, 1471
- Mantua: Petrus Adam de Michaelibus, 1472
- Bologna: Balthasar Azoguidus, 1476
- Milaan: Antonius Zarotus (voor Marco Roma), 1476
- Vicenza: Johannes de Reno, 1478
- Venetië: Antonius de Strata, de Cremona, 30 mei 1481
- Florence: Apud Sanctum Jacobum de Ripoli, 13 mei 1483
- Venetië: Johannes and Gregorius de Gregoriis, de Forlivio, 20 juni 1492
- Venetië: Manfredus de Bonellis, de Monteferrato, 5 december 1498
- Parijs: Jean Du Pré en Antoine Caillaut, voor Antoine Vérard, 22 november 1485
- Parijs: voor Antoine Vérard, (tussen oktober 1499 en 30 mei 1503)
- Parijs: weduwe van Michel Le Noir, 1521
- Ulm: Johann Zainer, omstreeks 1476
- Augsburg: Anton Sorg, 18 oktober 1490
- Sevilla: Meinardus Ungut en Stanislaus Polonus, 8 november 1496

## Receptie
Reeds in de tijd dat het boek nog geschreven werd waren er al critici die het werk van Boccaccio als minderwaardig beschouwden, zoals men kan lezen in het voorwoord bij dag vier. Er wordt ook vandaag nog dikwijls geschreven dat het werk slecht onthaald werd en alleen gelezen werd door de burgerij en niet door de adel of de geleerden van die tijd. De handschriften die bewaard zijn gebleven zijn inderdaad dikwijls van lage kwaliteit maar er zijn ook verschillende luxueuze manuscripten bewaard gebleven die gemaakt werden voor de hoge adel zoals onder meer de Holkham misc. 49, de Codex Palatinus 1989 en de Arsenal Ms. 5070. We weten vandaag dat ook de hertogen van Milaan een exemplaar van de Decamerone bewaarden in hun bibliotheek in Pavia en Ludovico III Gonzaga, de hertog van Mantua, een exemplaar in zijn bezit had in 1472. Bij de intellectuele elite zal het echter tot in de vroege zestiende eeuw duren eer Boccaccio’s werk naar waarde geschat wordt als een voorbeeld van het gebruik van het vernaculair in de literatuur. Met twee edities die gedrukt worden in Venetië in 1516 begon men ook belang te hechten aan de correctheid van de tekst, waar men voordien weinig aandacht had aan geschonken. Beroemde schrijvers zoals Pietro Bembo en Jacopo Sannazaro gingen de stijl van Boccaccio als model van elegant proza overnemen. Niettemin werden de verhalen van Cimone (V.1), van Tito en Gisippo (X.8) en van Trancedi (IV.1) via het universitaire circuit in de Latijnse vertaling van Filippo Beroaldo reeds in de 15e eeuw over Europa verspreid.
Savonarola bekend om zijn antirenaissancistische boetepreken, boekverbrandingen en de vernietiging van kunstwerken, bekend als vreugdevuur van de ijdelheden, heeft in 1497 en 1498 op zijn brandstapels waarschijnlijk ettelijke exemplaren van het boek laten verbranden.

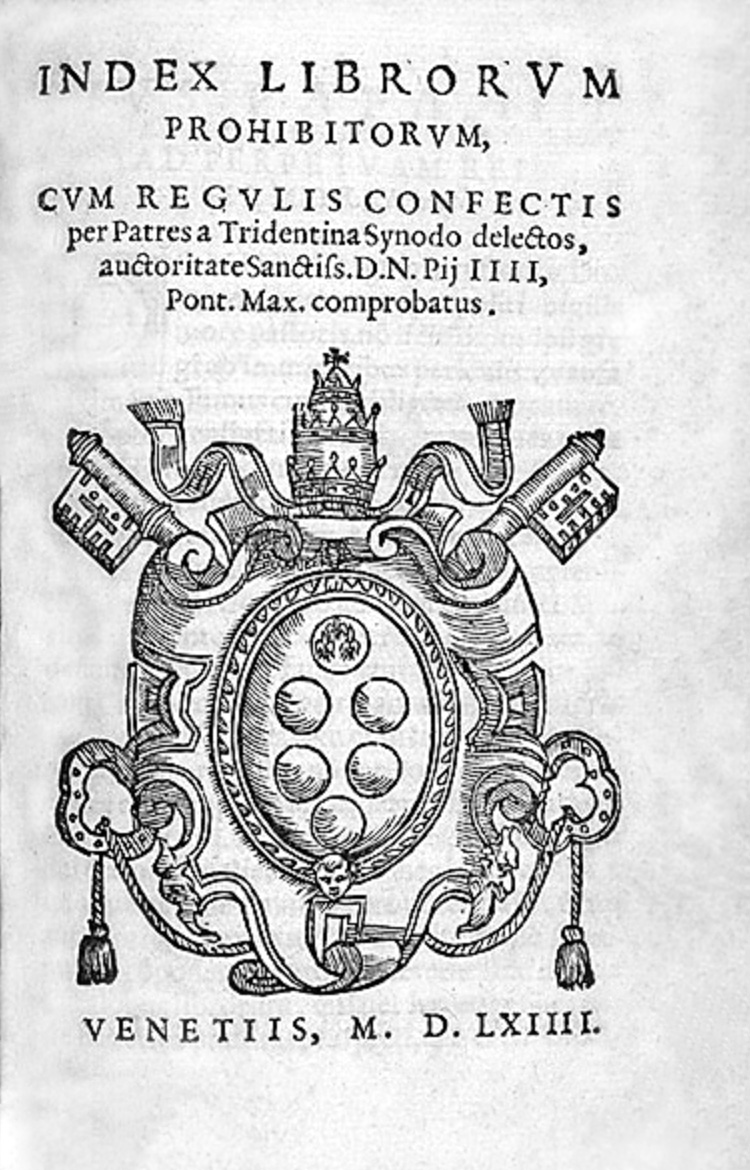
Frontispice van de Index Librorum Prohibitorum uit 1564.

In de tweede helft van de 16e eeuw kwam er hevige kritiek van de inquisitie op het werk; er was kritiek op de moraliteit maar vooral op het feit dat geestelijken werden opgevoerd in amoureuze en scabreuze situaties. De Decamerone werd opgenomen in de eerste Index librorum prohibitorum van Paulus IV in 1559 en opnieuw in de tridentijnse index in 1564. De index van 1564 liet de mogelijkheid van een herziening open: "quamdiu expurgatae ab iis, quibus rem patres commiserunt". Paus Pius V gaf voor de herziening een mandaat aan de "deputati" van de Academia Fiorentina onder de supervisie van de "Congregazione dell’Indice". De commissie werd opgericht door groothertog Cosimo I de' Medici en de bedoeling van de geleerden met onder meer Vincenzio Borghini, was om een belangrijk werk voor de Italiaanse literatuur en de Toscaanse taal te redden. De revisie werd gepubliceerd in 1573 bij de drukkerij van de Giunti’s in Florence met een voorwoord van Gregorius XIII die het werk gefinancierd had. In deze versie werden passages verwijderd die met ketterij te maken hadden of die de kerk of de geestelijkheid beledigden. Aan de amoureuze en erotische vertellingen werd niet geraakt, alleen werden de personages van priesters, monniken, nonnen en dergelijke vervangen door burgers of edelen. Maar dit was onvoldoende: kort na de publicatie werden 157 opmerkingen gemaakt door de Congregazione dell’Indice en het herziene werk bleef ondanks de verdediging door Vincenzio Borghini en door kardinaal Ferdinando de’ Medici op de index.
Maar de vraag naar het werk bleef bestaan en in 1582 kwam er een tweede herziening door Lionardo Salviati onder de patronage van Giacomo Buoncompagni (de hertog van Sora) en van groothertog Francesco I de’medici. Volgens sommigen kwam de vraag voor een nieuwe herziening van Paus Sixtus V, maar dit is zeer onwaarschijnlijk aangezien de herziening geschreven en gepubliceerd werd gedurende het pontificaat van Gregorius XIII. Salviati wijzigde 52 van de 100 verhalen. Het werk werd in 1582 gepubliceerd in Venetië en het kende acht herdrukken tussen 1585 en 1638.
In 1578 vroeg Luigi Groto de zogenoemde ‘cieco d’Adria’ aan Fra Paolo della Mirandola, inquisiteur-generaal in Venetië, de toelating om een andere revisie te publiceren. In 1579 bedankte hij Mirandola voor de toelating en in 1588 werd zijn revisie gepubliceerd. Groto's versie kende slechts twee herdrukken.
Ondanks het feit dat het werk op de index was geplaatst, en op de index zou blijven tot in 1892, was er vraag naar het origineel dat in Italië niet meer kon gedrukt worden, men trok dan maar over de Alpen en een boek in 1527 gedrukt in Florence, nu in de Biblioteca Nazionale Centrale van Florence als 22 A 4 2, werd gebruikt als basis voor een uitgave door Daniel Elzevier in 1665.
Ook veel later was er nog kritiek op het werk. In 1873, met het van kracht worden van de "Comstock Act", stond het op de lijst van verboden werken van de "United States Postal Service", het mocht met andere woorden niet meer via de post verzonden worden in de Verenigde Staten. Men kon zes maanden dwangarbeid krijgen voor het bezit van de Decamerone. In 1934 werd het werk nog in beslag genomen door de politie van Detroit.
In 2002 werd de Decamerone opgenomen in de lijst van Belangrijkste boeken uit de wereldliteratuur (Zweedse Academie), samengesteld op initiatief van de gezamenlijke Noorse boekenclubs en de Zweedse Academie.

## Literaire invloed

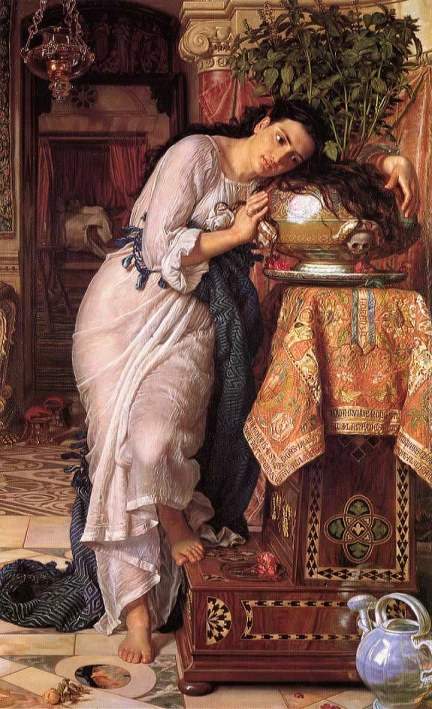
William Holman Hunt (1827-1910) "Isabella and the Pot of Basil", 1867 Laing Art Gallery, Newcastle upon Tyne, Lisabetta en haar pot basilicum (IV, 5)

De verhalen uit de Decamerone waren voor veel latere schrijvers een bron van inspiratie. Enkele voorbeelden:
- De verhalen uit de Decamerone vormden mogelijk de inspiratie voor de beroemde 14e-eeuwse raamvertelling: The Canterbury Tales van Geoffrey Chaucer, hoewel niet bekend is of Chaucer op de hoogte was van dit werk. Hoogstwaarschijnlijk baseerde hij zijn The Clerk's Tale, met de beproevingen van Griselda, uitsluitend op Petrarca's Latijnse bewerking van de Decamerone 10.10 (1374) en een Franse vertaling van de eerste versie ervan (1373).[56]
- Verhaal X, 5 deelt zijn plot met Chaucers The Franklin's Tale. Beide auteurs maakten gebruik van een gemeenschappelijke Franse bron.[57]
- Posthumus' inzetten op de kuisheid van Imogen in Shakespeares Cymbeline werd uit een Engelse vertaling van een 15e-eeuws Duits verhaal "Frederyke van Jennen" gehaald, waarvan de basisplot uit verhaal II, 9 kwam.[58]
- Verhaal III, 9, dat Shakespeare omzette in All's Well That Ends Well las Shakespeare waarschijnlijk voor het eerst in een vertaling van het Franse verhaal in William Painters Palace of Pleasure.[59]
- Verhaal IV, 1 werd heropgenomen in de folklore als child ballad 269, Lady Diamond.[60]
- Met name tijdens de Engelse romantiek was de Decamerone bijzonder populair. Enkele verhalen uit Boccaccio's werk die in deze periode werden naverteld in aangepaste vorm:[61]
  - Het verhaal van Masetto (dag III, 1) door John Cam Hobhouse, 1805.
  - Het verhaal van Lydia en Nicostratus (dag VII, 9) in Spirit of Boccaccio's Decameron anoniem gepubliceerd, maar toegeschreven aan Thomas Moore, 1812.
  - John Keats ontleende het verhaal van Lisabetta en haar pot basilicum (IV, 5) voor zijn gedicht Isabella, or The Pot of Basil.
  - Bij zijn dood liet Percy Bysshe Shelley een fragment na van een gedicht, getiteld "Ginevra", dat hij uit het eerste deel van een Italiaans boek L'Osservatore Fiorentino had gehaald. Die vroegere Italiaanse tekst bevatte een stuk uit verhaal X, 4.[62]
- Verhaal V, 9 werd de bron voor het werk van twee beroemde 19e-eeuwse Engelstalige schrijvers. De Amerikaan Henry Wadsworth Longfellow gebruikte het in zijn The Falcon of Ser Federigo als onderdeel van Tales of een Wayside Inn in 1863,[63] en Alfred Tennyson gebruikte het in 1879 voor een toneelstuk met de titel The Falcon.[64]
- Christine de Pizan herstructureert verhalen uit de Decamerone in haar werk Le Livre de la Cité des Dames.[65]
- Charles Bukowski's roman Women (1978) is geïnspireerd door de Decamerone.[66]
- Steven James' thrillerroman The Knight (2009) toont een seriemoordenaar die zijn moorden baseert op verhalen verteld in dag vier van de Decamerone.[67]

## Verfilmingen
- Decamerone werd in 1971 verfilmd (Il Decameron) door de Italiaanse regisseur Pier Paolo Pasolini.
- In 1972 werd de film Beffe, licenzie et amori del Decamerone segreto uitgebracht door de Italiaanse regisseur Giuseppe Vari.
- In 1980-1981 zond de Tros de tv-serie Lessen In Liefde uit, gebaseerd op Decamerone. Decamerone was ook de werktitel van deze productie, die deels in het toenmalige Bijbels Openluchtmuseum in Heilig Landstichting is opgenomen.
- In 2024 werd een serie via Netflix in Nederland van regisseur Michael Uppendahl uitgebracht.

## Nederlandse vertalingen
- Verhalen uit de Decamerone, enkele verhalen vertaald door Frans van Dooren, jaartal onbekend (maar vóór 1985). ISBN 90 274 4591 5
- Decamerone, vertaald door Frans Denissen, 1982. ISBN 9789025367633 
Herzien in 1989 en 2003 en regelmatig herdrukt. Bloemlezingen daaruit:
  - Decamerone - erotische vertellingen, 2014
  - Liefdesverhalen uit de Decamerone, 2005
  - De minnaar in het wijnvat en andere erotische verhalen uit de Decamerone, 2005
  - Slimme vrouwen. Tien verhalen uit de Decamerone, 2004
  - Mijn liefde wordt gekweld door duizend plagen. De beste verhalen uit de Decamerone, 1997
- Decamerone, vertaald door A. Schwartz, 2 dln., 1969
- Decamerone, vertaald uit het Frans door Margot Bakker, 1964
- De Decamerone, vertaald uit het Italiaans door J.A. Sandfort, 1948, 3 dln., OCLC 63457680
- Boccaccio's Decamerone, bloemlezing en inleiding door W.G. van Nouhuys, 1908
- De Decamerone van Boccaccio (pdf), uit het Italiaans vertaald en bewerkt door J. K. Rensburg, Amsterdam, 1905
- Decamerone. De honderd vertellingen, vertaald/bewerkt door L.A.J. Burgersdijk jr., Amsterdam, 1905
- 50 lustige historiën, gedeeltelijk vertaald uit het Frans door Dirck Volkertsz. Coornhert, Haarlem, 1564